# Serra do Botucarai
La serra do Botucarai est un des vingt-quatre conseils régionaux de développement du Rio Grande do Sul au Brésil.

## Géographie
Sa population est de 108 338 habitants (2006) et sa superficie est de 5 746,4 km2.
Sa ville principale est Soledade.

## Autres villes
- Alto Alegre
- Barros Cassal
- Campos Borges
- Espumoso
- Fontoura Xavier
- Gramado Xavier
- Ibirapuitã
- Itapuca
- Jacuizinho
- Lagoão
- Mormaço
- Nicolau Vergueiro
- São José do Herval
- Tio Hugo
- Victor Graeff